# Хімобладнання (футбольний клуб)
Футбольний клуб «Хімобладнання» Сіверськодонецьк — український аматорський футбольний клуб із Сіверськодонецька Луганської області, заснований у 2010 році. Виступає у Чемпіонаті та Кубку Луганської області. Домашні матчі приймає на стадіоні «Хімік», місткістю 5 000 глядачів.

## Досягнення
- Чемпіонат Луганської області
  - Срібний призер: 2017, 2019
  - Бронзовий призер: 2018.